# Langavatn (Borgarbyggð)
Der Langavatn ist ein See in Island. Er befindet sich im Westen der Insel im Gebiet des Borgarfjörður auf dem Gemeindegebiet von Borgarbyggð.

## Geografie und Geschichte
Der See bedeckt eine Fläche von 5,1 km² und ist 36 m tief.
Ähnlich wie die größeren Seen Þingvallavatn und Mývatn entstand er dadurch, dass ein Flusslauf von einem Lavastrom verstopft wurde. Der See liegt inmitten von Bergen, die zum aktiven Vulkansystem der Ljósufjöll gehören.
Man gelangt zu ihm über eine relativ grobe Jeep-Piste. Das Gebiet gehört zum Hochland zwischen dem Borgarfjörður und der Region Dalir im südlichen Snæfellsnes. Es ist möglich, in ihm Forellen zu angeln. Am Südende des Sees befindet sich eine Hütte, die von Wanderern, Reitern und den Leuten benutzt wird, die im Herbst hier die Schafe aus dem Hochland heruntertreiben.
Die Zuflüsse des Sees heißen Langavatnsdalsá und Beilá, der Abfluss dagegen wird Langá genannt. Unterhalb des Sees befindet sich ein Damm, den man wegen der Lachszucht in den hier aufgestauten Fluss gesetzt hat.